# Леоново (Москва)
Лео́ново — бывшее село, вошедшее в состав Москвы в 1917 году. Располагалось на территории современного района Ростокино.

## Происхождение названия
По предположению одного из историков, первым владельцем села был некто Леон (или Левон), может быть, выходец из Ливонии, которых в Московской Руси в XV веке было уже довольно много.

## История
Наиболее раннее упоминание о Леоново содержится в писцовой книге Молчанова (1573—1574 годы): «В Монатьином стану <…> пустошь Леново, что была деревня». В источниках 1586—1588 годов этот же объект упоминается как Левоново.

В 1629 г. пустошь была пожалована князю Ивану Никитичу Хованскому. В этот период в Леоново появились жилые дворы, началось строительство деревянной Ризоположенской церкви. По переписи 1646 г. в усадьбе не было боярского дома, настоящая усадьба была построена только в 1649 году.

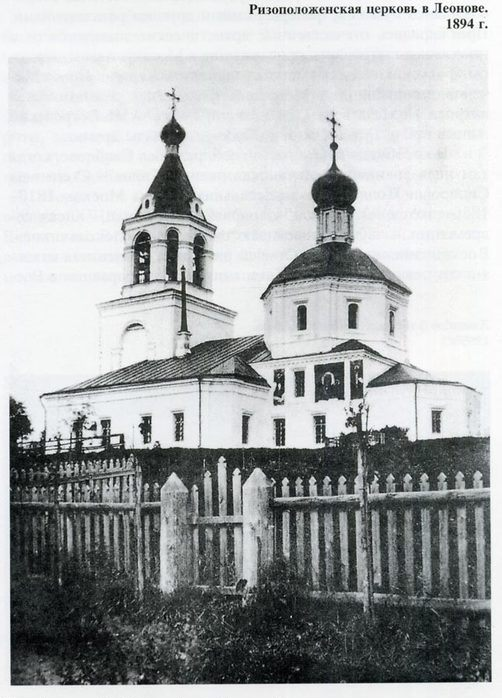
Усадьба Леоново. Храм, 1894 г.

В 1658 г. владелицей Леоново стала вдова князя — Дарья Михайловна (урождённая Пожарская), а в 1671 г. усадьба перешла к их наследникам — князьям Петру и Ивану Ивановичам Хованским. Они разделили село пополам, установив межи и границы. В двух помещичьих дворах насчитывалось 3 двора кабальных и 3 двора задворных с 15 крестьянами. Деревянная церковь обветшала, так как у неё не было ни церковной земли, ни прихода.
В 1701 г. единоличным владельцем Леоново стал Пётр Хованский. В 1716 г. село перешло к его сыну Василию Петровичу, который в начале 1740-х годов состоял обер-президентом главного магистрата в Москве. Он приказал разбить в Леонове регулярный липовый парк и построить каменную церковь. При нём в селе помимо двора помещика числилось 6 крестьянских дворов.
В 1746 г. после смерти Василия Петровича и его жены село досталось их многочисленным детям, всего насчитывалось девять юридических владельцев. Село несколько раз закладывали, пока на аукционе в 1767 г. его не приобрёл дворянин Павел Григорьевич Демидов.

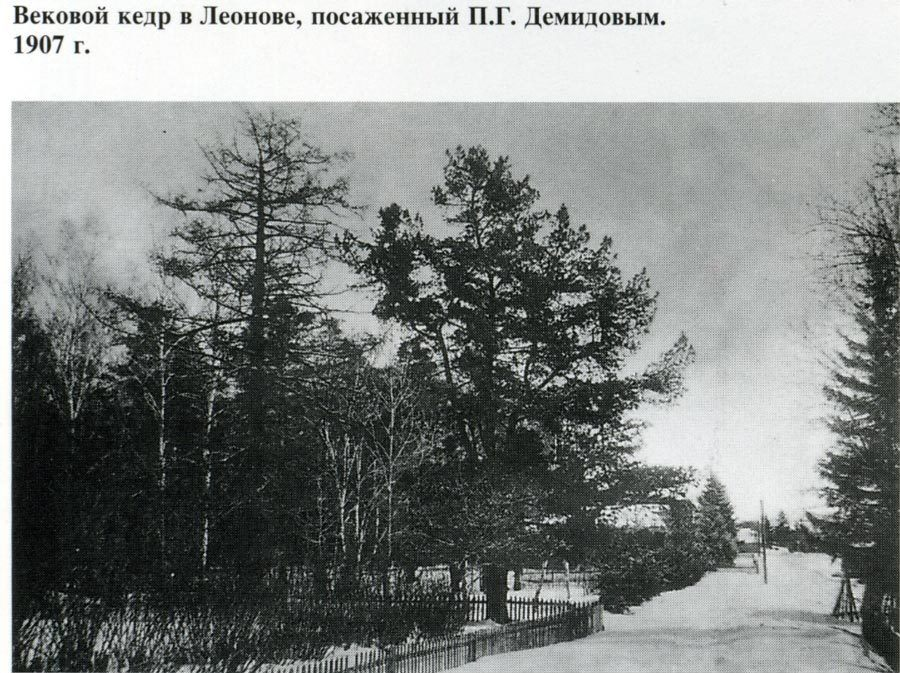
Усадьба Леоново. Вековой Демидовский кедр на северо-западе от храма, 1907 г.

Демидов был выходцем из семьи знаменитой семьи богатейших российских заводчиков Демидовых, которые обязаны своим богатством кузнецу из Тулы Никите Демидову, которого заметил Пётр I и дал в управление заводы. Павел Григорьевич Демидов был учёным и меценатом, он основал в Ярославле Демидовский лицей, который получил одинаковые права с университетом. Также он завещал большую часть своих денег Московскому, Киевскому и Тобольскому университетам. Павел Демидов много времени и средств уделял обустройству усадьбы, увлекался садоводством и лесоводством.
Последние годы жизни Павел Григорьевич провёл в Леонове, где и скончался 1 июля 1821 г. на 83-м году жизни. Современник вспоминал:

«…как страстный любитель природы Павел Григорьевич большую часть года проводил в подмосковном селе своём Леонове, а чтобы и зимой любоваться зеленью деревьев, насадил не одну тысячу сосен и елей, выписывал кедр, лиственницу, пихту, которые и теперь можно видеть в Леонове. Сад Демидова был наполнен растениями, большей частью достопримечательными по каким-либо особливым явлениям, кои наблюдал он весьма тщательно и всегда с великим удовольствием. В хорошие летние дни проводил по несколько часов всегда почти один, любуясь природой. В таком случае нужна ему была тишина совершенная, даже голоса птиц его беспокоили».
В 1812 г. Леоново заняли солдаты французской армии, они разместились в здании усадьбы и церкви.
У Демидова не было детей, и его наследники в 1822 г. распорядились продать Леоново поручику гвардии Николаю Ивановичу Пономарёву. В 1825 г. ему пришлось продать усадьбу с большим убытком купцу Ивану Петровичу Кожевникову. Новый владелец приказал вырубить весь лес, а в усадьбе разместил другие предприятия на условиях аренды.

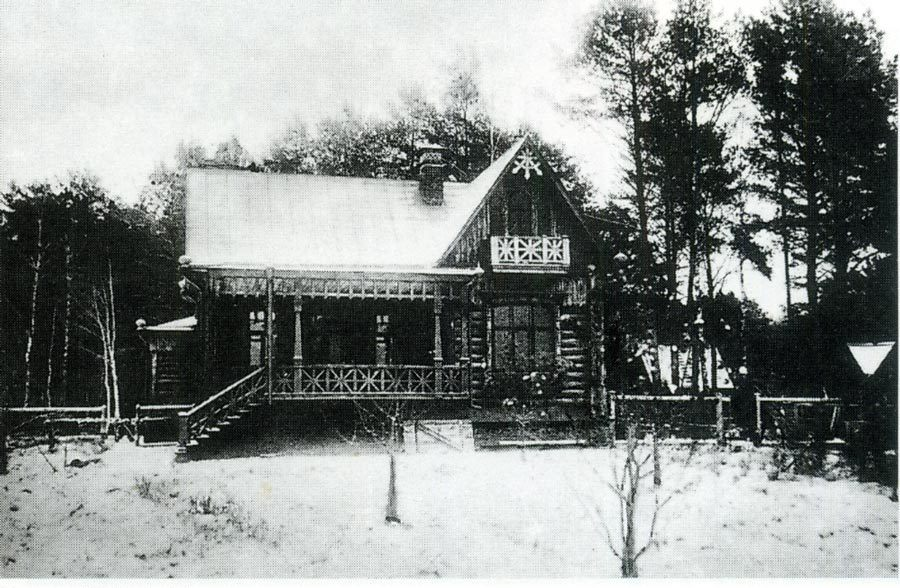
Дом Капустиных у линии Окружной дороги, перед дорожкой к храму, 1907 г.

В дальнейшей истории Леонова было много разных хозяев. Сын И. П. Кожевникова из-за долгов продал Леоново в 1867 г. владельцу Ростокинской ткацкой фабрики Е. В. Молчанову. Он отремонтировал здешний храм. В начале XX века селом владели московские купцы A. M. Капустин и Г. А. Красногоров. При них остатки фабричных зданий были разобраны, был восстановлен липовый парк и пруд.
Во второй половине XIX века в селе началось активное строительство, в начале XX в. в связи с появлением Московской окружной железной дороги, Леоново вошло в состав Москвы и до середины 1950-х годов было популярным дачным местом. В 1961 году Леоново стало районом массовой застройки.

## Память
От старинного села осталась лишь Церковь Ризоположения в Леонове, расположенная у входа на станцию метро «Ботанический сад».

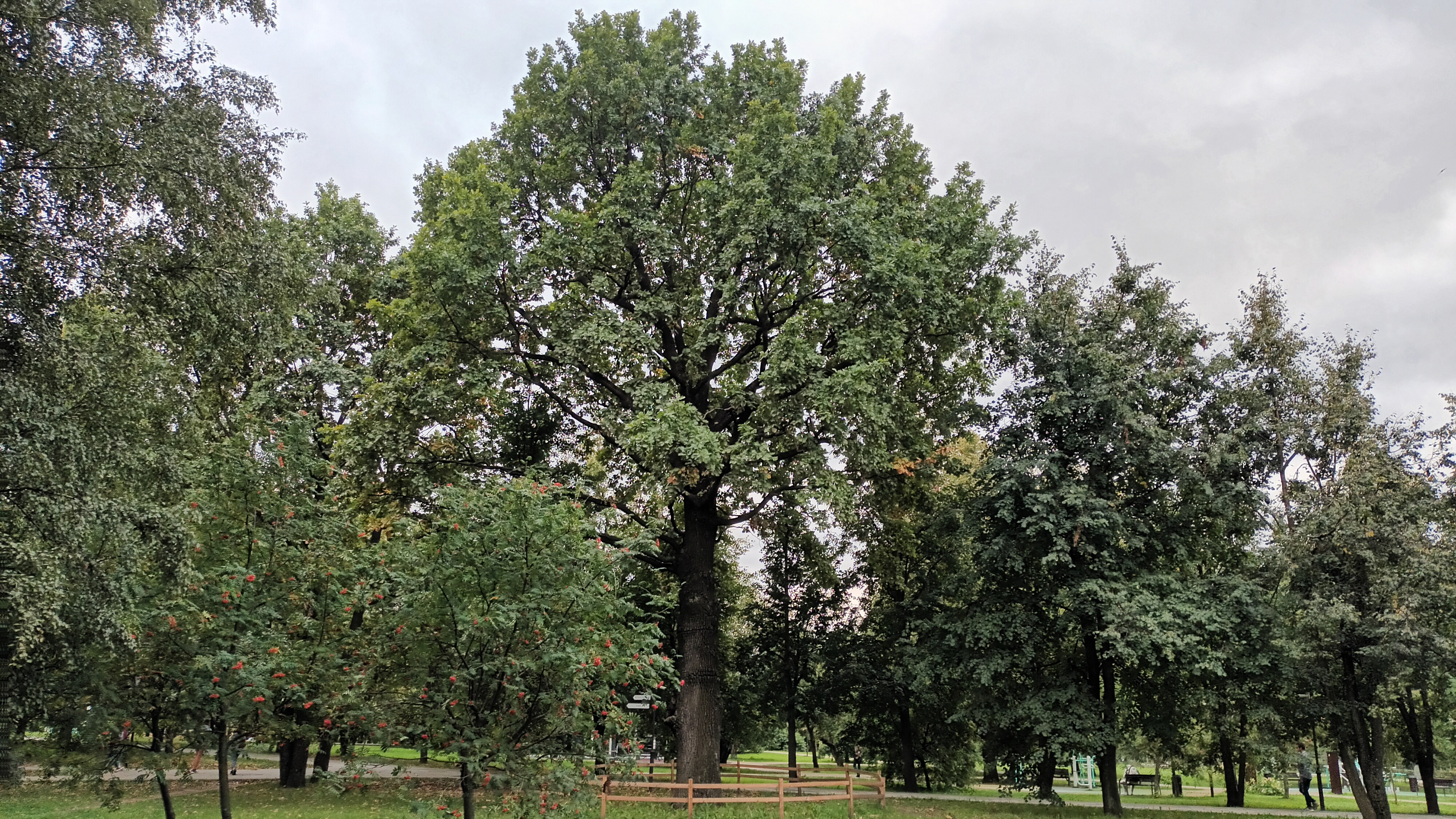
Дуб в усадебном парке

Память о селе Леоново сохранилась в названиях: 1-я улица Леонова, 1-й проезд Леонова, 2-й проезд Леонова, 3-й проезд Леонова, Леоновская роща, Леоновский пруд, Леоновское кладбище.